# Les Barbares (Ernst)
Pour les articles homonymes, voir Les Barbares (homonymie).
Les Barbares est une peinture de petites dimensions (24 × 33 cm) réalisée en 1937 par le peintre surréaliste allemand Max Ernst,. Elle est conservée au Metropolitan Museum of Art de New York.

## Description et analyse
« « Les Barbares » de Max Ernst en 1937 montre une créature-oiseau et une autre mi-humaine, mi-quelque chose. Se battent-ils ? Compatissent-ils ? Peu importe, ils dominent l'humain en dessous d'eux. »

— Du journal Hartford Courant.
Les peintures surréalistes d'Ernst sont imprégnées de métaphore freudienne, de mythologie privée et de souvenirs d'enfance. L'un de ses thèmes majeurs était centré sur l'image de l'oiseau, qui incorporait souvent des éléments humains. Bien que certains de ces oiseaux semblent bénins, leur simple présence semble être de mauvais augure. Il a d'abord associé des oiseaux et des animaux apocalyptiques soufflés par le vent dans une série de petites œuvres intitulée La Horde (1927), et il a repris le thème en 1935 dans une série de peintures encore plus petites intitulées Les Barbares, à laquelle appartient la présente. Dans sa biographie de l'artiste, John Russell a identifié ces créatures comme des expressions de l'anticipation effrayante d'Ernst face à la dévastation imminente en Europe pendant la Seconde Guerre mondiale. Dans ce petit tableau, un gigantesque couple d'oiseaux à l'allure malveillante avance à pas de géant. La femelle noire ouvre la voie alors que son compagnon masculin se tourne pour regarder l'étrange animal - peut-être leur progéniture - accroché à son bras gauche. Au loin, une petite femme s'accroche à un être ailé indéfini. Les motifs étranges sur les corps des personnages principaux, qui évoquent des fossiles ou des formations géologiques, sont le résultat d'un grattage. Dans cette technique, l'artiste enduisait la toile, ou dans ce cas, un morceau de carton, de couches de peinture et, alors qu'elle était encore humide, la pressait contre des objets qui laissaient des empreintes sur la surface. Ensuite, il retouchait au pinceau les formes ainsi créées ou grattait des couches de pigments.